# De zoete regen
De zoete regen is het 29ste stripverhaal van De Kiekeboes. De reeks wordt getekend door striptekenaar Merho.

## Verhaal
Huurmoordenaar Albino Lapino wordt verrast wanneer de man die hij moet doden, Theo Dorant, al overleden blijkt te zijn. Zijn dood blijkt echter in scène gezet. Lapino weet vervolgens wel een lijst te stelen uit Bakkerij Schoonbroodt. Later wordt Albino Lapino door Theo Dorant gearresteerd vlak voor het huis waar Moemoe haar eigen radiozender heeft opgestart. Lapino heeft de envelop met de lijst in de brievenbus gestoken, waardoor ze uiteindelijk door Moemoe naar de familie Kiekeboe gebracht wordt. Lapino weet te ontsnappen en de enveloppe te bemachtigen. Kiekeboe wordt ingelicht over de inhoud van de brief en het spoor leidt naar de stadstaat Itsi-Pitsi. Hier heerst verdeeldheid tussen de twee stadshoofden, de tweelingbroers Edgard en Gerard. Die onenigheid uit zich in gigantische taartgevechten. In opdracht van een onafhankelijke taartenverkoper gaat Kiekeboe op verkenning.